# Začasna vlada
Začasna vlada (tudi izredna vlada ali pogosto napačno prehodna vlada), je izredni vladni organ za upravljanje splošne politične tranzicije v primerih novih držav ali po razpadu prejšnje vladajoče administracije. Začasne vlade so na splošno imenovane med državljanskimi ali tujimi vojnami ali v obdobju po njih.
Začasne vlade ohranijo oblast do imenovanja nove vlade z rednim političnim postopkom, ki so običajno volitve. Lahko so vključeni v definiranje pravne strukture kasnejših režimov, smernic o človekovih pravicah in političnih svoboščinah,gospodarskih strukturah, vladnih institucijah in mednarodnih uskladitvah. Začasne vlade se razlikujejo od prehodnih vlad, ki so odgovorne za vladanje v okviru vzpostavljenega parlamentarnega sistema in služijo kot nadomestni organ po izglasovanju nezaupnice ali po razpadu vladajoče koalicije.
Po mnenju Yossija Shaina in Juana J. Linza lahko začasne vlade razvrstimo v štiri skupine:
1. Revolucionarne začasne vlade (ob strmoglavljenju prejšnje vlade in oblast pripada ljudem, ki so oblast strmoglavili).
2. Začasne vlade z delitvijo oblasti (ko si oblast delijo prejšnji režim in tisti, ki ga poskušajo spremeniti).
3. Obstoječe začasne vlade (ko oblast v prehodnem obdobju pripada prejšnjemu režimu).
4. Mednarodne začasne vlade (ko oblast v prehodnem obdobju pripada mednarodni skupnosti).

Ustanovitev začasnih vlad je pogosto vezana na izvajanje tranzicijske pravičnosti.